# Anjangaon
Anjangaon är en ort i Indien.   Den ligger i distriktet Amravati och delstaten Maharashtra, i den centrala delen av landet, 800 km söder om huvudstaden New Delhi. Anjangaon ligger 344 meter över havet och antalet invånare är 54 999.
Terrängen runt Anjangaon är platt, och sluttar söderut. Runt Anjangaon är det tätbefolkat, med 308 invånare per kvadratkilometer. Det finns inga andra samhällen i närheten. Trakten runt Anjangaon består till största delen av jordbruksmark.